# Flinders University
Uniwersytet Flindersa, Flinders University – państwowa uczelnia wyższa z siedzibą w Adelaide, istniejąca od 1966. 
Jej patronem jest Matthew Flinders, odkrywca zasłużony dla eksploracji australijskiego wybrzeża. Mottem uniwersytetu są słowa Inspiring Achievement, czyli „inspirując osiągnięcia”. Uczelnia zatrudnia ok. 630 pracowników naukowych i kształci ok. 15 tysięcy studentów. 

## Struktura
Uniwersytet dzieli się na cztery wydziały:
- Wydział Edukacji, Nauk Humanistycznych, Prawa i Teologii
- Wydział Nauk o Zdrowiu
- Wydział Nauk Ścisłych i Inżynierii
- Wydział Nauk Społecznych

## Galeria

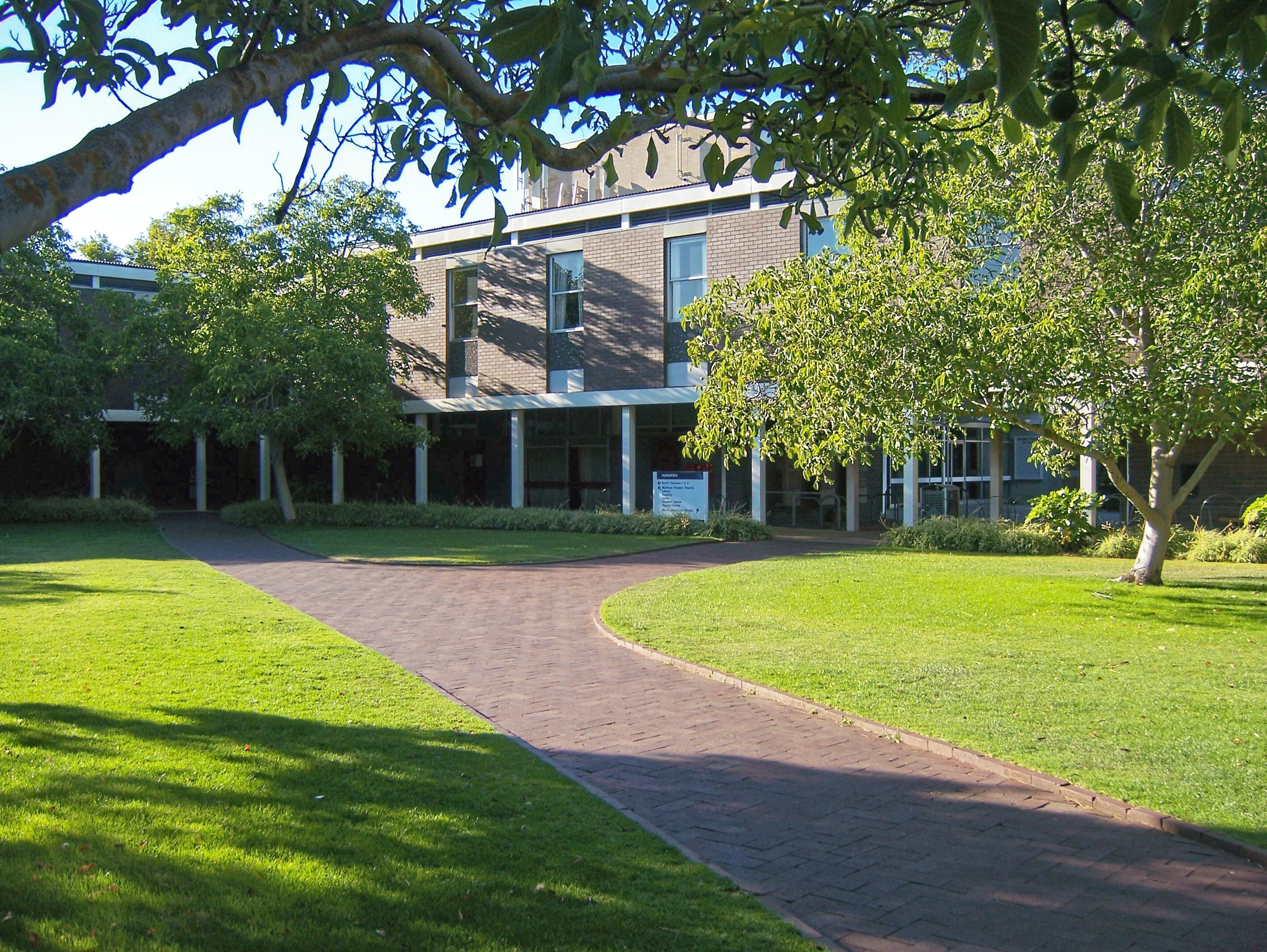
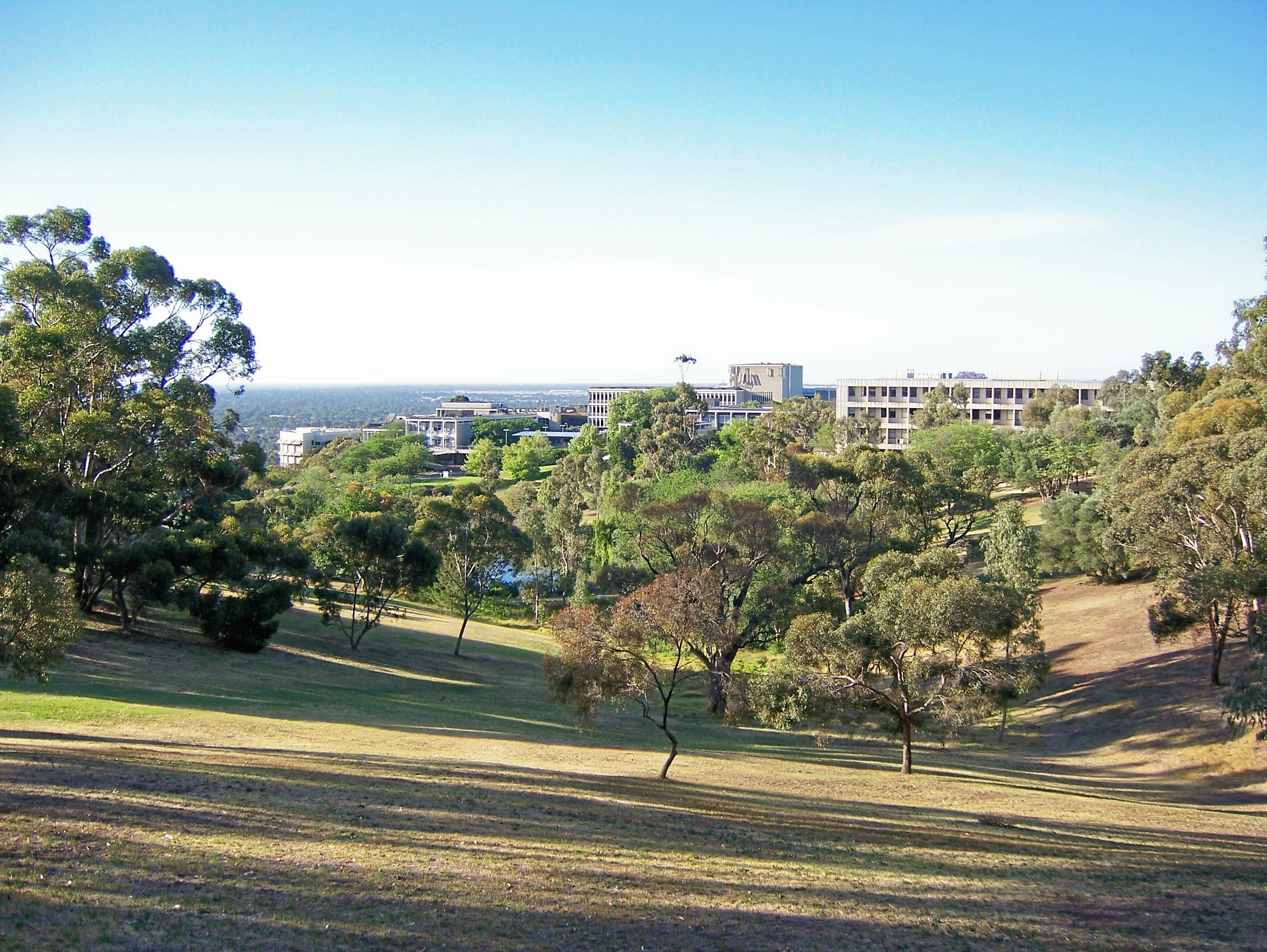
Panorama głównego kampusu
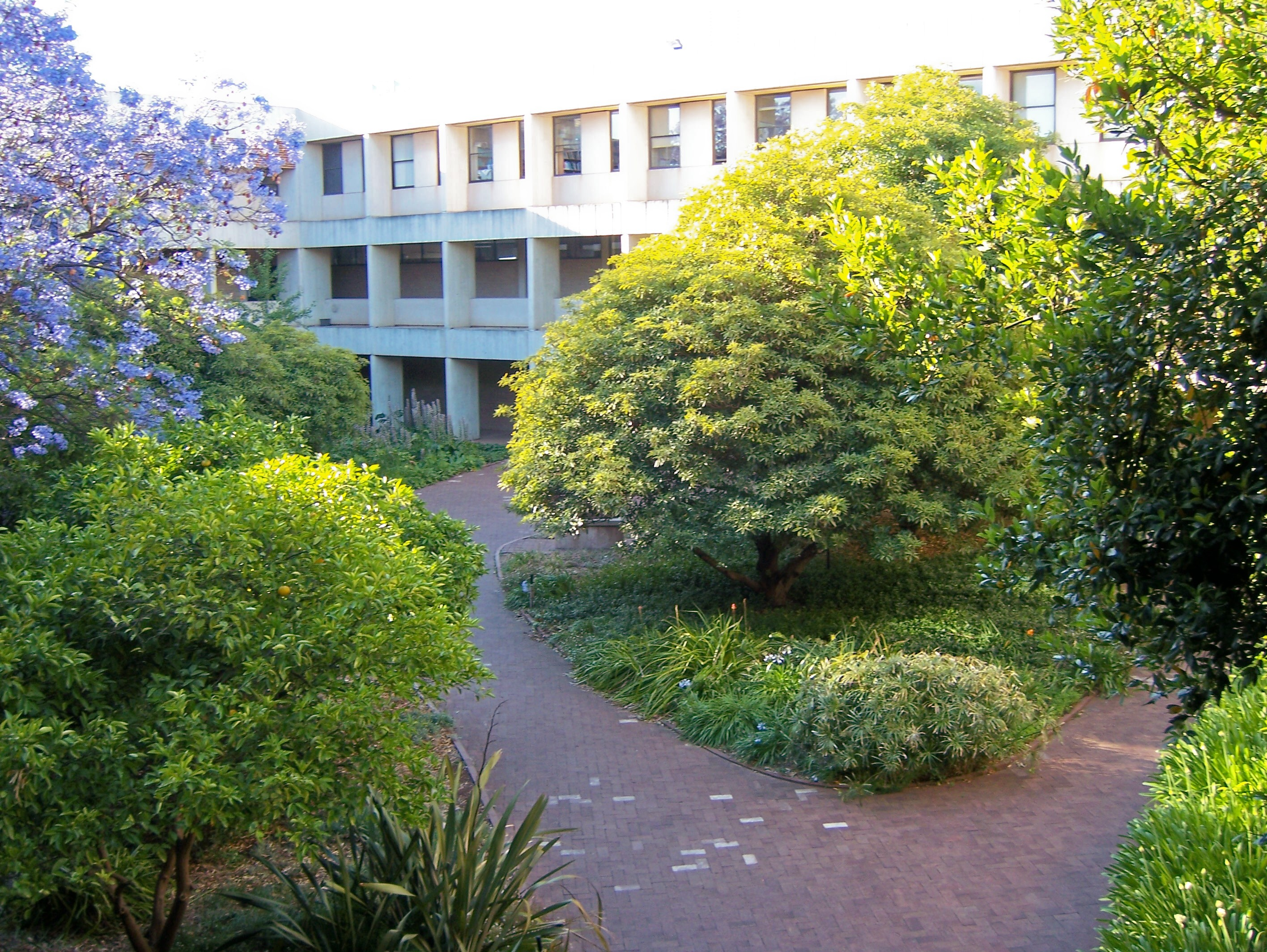
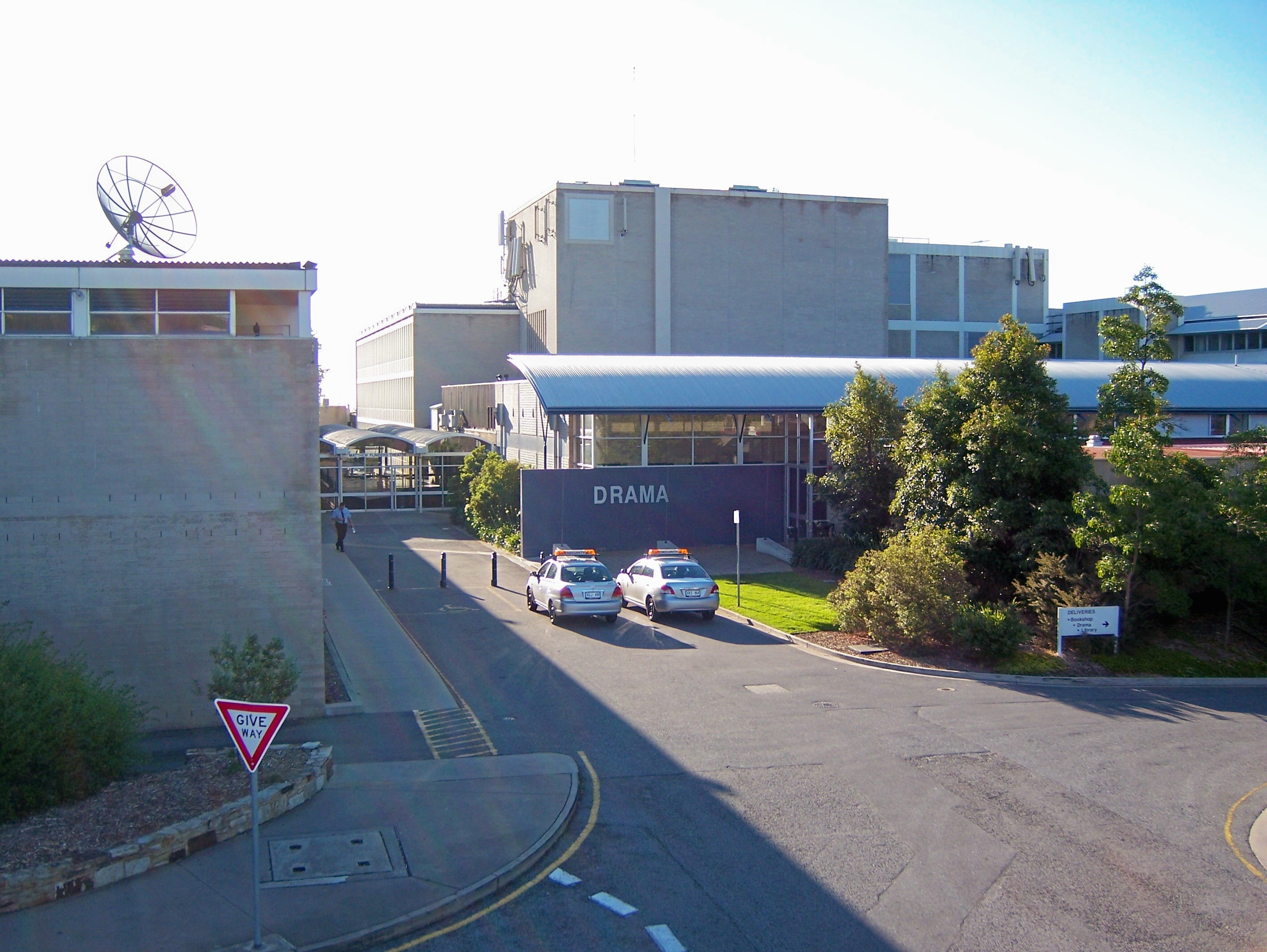
Teatr uniwersytecki